# Jordan da Costa
Jordan da Costa (Rio de Janeiro, 24 de novembro de 1932 — Rio de Janeiro, 17 de fevereiro de 2012) foi um futebolista brasileiro que atuava como volante. É o 4º jogador com mais partidas pelo Flamengo. Nunca foi expulso em toda sua carreira e foi considerado um dos melhores marcadores de Garrincha. Foi convocado para a seleção para a disputa da Taça Oswaldo Cruz em 1955, mas não jogou.
O lateral-esquerdo foi peça importante da equipe tricampeã carioca em 1953, 54 e 55, tendo participado de todos os jogos da primeira e da terceira campanhas. Pelo clube realizou 609 jogos, 361 vitórias, 111 empates e 137 derrotas; 3 gols, conquistou também o título do Torneio Rio-São Paulo de 1961. Voltou a ser campeão Carioca em 1963.

## Titulos
Flamengo
- Campeonato Carioca: 1953,1954,1955 e 1962
- Torneio Início do Campeonato Carioca: 1952 e 1959
- Torneio Rio-São Paulo : 1961
- Taça dos Campeões Estaduais Rio-São Paulo: 1956